# Ridolfia segetum
Ridolfia segetum é uma espécie de planta com flor pertencente à família Apiaceae.
A autoridade científica da espécie é (L.) Moris, tendo sido publicada em Ind. Sem. Hort. Taur. 43. 1841.

## Portugal
Trata-se de uma espécie presente no território português, nomeadamente em Portugal Continental e no Arquipélago dos Açores.
Em termos de naturalidade é nativa da primeira região e é introduzida na segunda.

## Protecção
Não se encontra protegida por legislação portuguesa ou da Comunidade Europeia.